# Bartłomiej Szkop
Bartłomiej Szkop (ur. 1981 we Wrocławiu) – polski scenarzysta, reżyser i producent filmowy.

## Życiorys
Absolwent filologii polskiej we Wrocławiu. Twórca internetowych projektów: Klatka B, Baśka Blog oraz Gr@żyna. Jego projekty mają często charakter viralu internetowego. Seriale paradokumentalne Klatka B oraz Baśka Blog łącznie zostały obejrzane na YouTube ponad 100 mln razy, oba projekty doczekały się nagród i wyróżnień branży internetowej (m.in. „WebStar” i „Press”).
W 2011 był autorem kampanii internetowej Platformy Obywatelskiej Praktyczny przewodnik mężów zaufania PiS, w którą zaangażowali się aktorzy Marian Kociniak i Anna Czartoryska. Autor kampanii Music for Life.
Swoje projekty realizował wspólnie z takimi firmami medialnymi, jak ATM Grupa, Agora, Endemol Polska. Zajmował się m.in. doborem obsady oraz obsługą planu do programów tv i reality show, m.in. Big Brother i Bar.

## ProjektGr@żyna
Projekt „Gr@żyna” (w roli Grażyny Żarko: Anna Lisak) rozgrywał się od wiosny do lata 2012 i podjął temat manipulacji oraz przemocy słownej w Internecie. W trakcie 10 tygodni zdobył czteromilionową widownię, a jego fragmenty, rozmowy z autorami i dyskusje z ekspertami socjologii nt. „Gr@żyny” pojawiły się m.in. w TVN24, TVP2, TVP Info, TVP Kultura. Pisali o nim m.in. „Wprost”, „Gazeta Wyborcza” i Gazeta.pl. Stanowisko w tej sprawie zajął ówczesny Prokurator Generalny RP.

## Filmografia
- 2005: Warto kochać (obsada aktorska)
- 2006: Fala zbrodni (obsada aktorska, odcinek 77)
- 2008–2009: Klatka B (reżyseria)[3]
- 2008–2009: Niesamowite Historie (scenariusz)
- 2009–2012: Baśka Blog (reżyseria)
- 2011: Pierwsza miłość (scenariusz, odcinki: 1259, 1265, 1275)
- 2012: Projekt Grażyna Żarko[4]
- 2013: Kampania Music for Life
- 2015: Tableciarze (montaż, asystent reżysera)